# Varois-et-Chaignot
Varois-et-Chaignot è un comune francese di 2 055 abitanti situato nel dipartimento della Côte-d'Or nella regione della Borgogna-Franca Contea.

## Società

### Evoluzione demografica
Abitanti censiti